# New College Worcester
Le New College Worcester (ou NCW ; anciennement RNIB New College) est un pensionnat du secondaire pour élèves aveugles ou mal-voyants âgés de 11 à 19 ans. Sa capacité est d'environ 80 élèves. Cet établissement est situé dans la ville de Worcester, Angleterre. Il a été classé « Specialist Special School ». En 2009, une inspection de l'Ofsted (en) classe l'école niveau 2 (Bon).

## Histoire
En 1866 un pensionnat ayant des besoins spéciaux est créé sous le nom de Worcester College for the Blind Sons of Gentlemen (Collège de Worcester pour les fils aveugles des gentlemen) au début dans The Commandery (en), l'ancien quartier général de la Première Révolution anglaise de King Charles II. En 1887, à la suite de l'achat d'un terrain par Eliza Warrington, le Worcester College déménage dans le village de Powick, puis plus tard en 1902 à son emplacement actuel dans la Rue Whittington de Worcester. De nouveaux bâtiments sont ajoutés dans les années 1930 dont l'aile Baldwin qui ajoute de nouvelles classes, dortoirs, un gymnase et des salles d'études pour les élèves de fifth et de sixth. En 1936, le Royal National Institute of Blind People (RNIB) prend en charge les responsabilités financières de l'école, jusqu'en 2007 date à laquelle le RNIB devient le NCW. En 1944, un Act of Parliament (Education Act 1944) reconnait l'établissement comme une école officielle pour garçons aveugles (official grammar school for blind boys).
Durant les années 1950, la plupart des travaux ont lieu sur le site de Whittington Road où sont construits une piscine extérieure, une chapelle ainsi qu'un bâtiment de sciences. Une seconde aile, inaugurée par la Princesse Margaret en 1962, fournit les équipements pour un nouveau laboratoire de sciences et pour un atelier pour le travail du bois. Dans les années 1970 la maison d'hôte de l'école, Fletcher, est achetée. Cette maison est aussi utilisée comme logement supplémentaire pour les CSV (Community Service Volunteers) et son jardin a été utilisé dans le passé pour le jardinage.
Les travaux les plus couteux ont lieu dans les années 1980 avec la fusion du Chorleywood College pour fille avec Little or No Sight. En 1987, le Chorleywood College for Girls et le Worcester College for the Blind ferment. Les deux établissements fusionnent sur le site du Worcester College qui est renommé RNIB New College Worcester et qui devient mixte.
Vers 2000 le nouveau Learning Resources Centre (LRC) ouvre, attenant à la chapelle et à la partie mathématiques ; ce centre donne de nouvelles ressources informatiques à l'école. Le LRC remplace l'ancienne bibliothèque qui devient le bureau du Senior Management Team (SMT).
En 2007, des problèmes de financement résultent en des négociations entre les administrateurs de l'établissement et le RNIB ; un consensus est atteint qui permet à l'école de devenir une independent non-maintained special school, bien qu'il continua à collaborer avec le RNIB pour aider les enfants avec des problèmes visuels. L'école est renommée New College Worcester et a un nouveau logo.
En 2007 l'établissement est inspecté par l'OFSTED (en) et un statut d'école spécialisée (specialist special school status) lui est décerné. En 2008 l'OFSTED conclut que les étudiants du New College Worcester reçoivent une éducation et une attention de grande qualité.

## Logements
Un internat est proposé par l'école au sein de quatre maisons pour la lower school, avec une maison et un hostel pour les Sixth Form. Les maisons de la lower school (Brown, Bradnack, Peggy Markes and Dorothy McHugh), les maisons des Sixth Form (Phyllis Monk House et Phyllis Monk Hostel) et la maison d'hôte de l'école (Fletcher) sont nommés d'après des anciens directeurs de l'établissement.

## Jumelages
Le New College est jumelé avec deux écoles. Une en France, l'Institut national des jeunes aveugles à Paris où Louis Braille étudiait et une école pour aveugles à Marbourg, en Allemagne. Des échanges ont lieu entre les trois écoles.

## Élèves et personnalités associées
- Peter White (en), animateur de la BBC Radio. White parle des débuts de l'école dans son autobiographie See it My Way[5].
- Reginald Walter Bonham (en), est un élève de 1922 à 1925. Il est le joueur d'échecs aveugle britannique le plus connu et est six fois champion du mone. Il entre en 1926 à Oxford où il devient champion universitaire. En 1929 il retourne au Worcester College for the Blind où il enseigne les mathématiques et le braille et où il s'occupe du théâtre du bridge et des échecs[6].
- Gary O'Donoghue (en), journaliste politique de BBC News est un ancien élève[7].
- Rupert Cross (en), ancien Vinerian Professor of English Law (en) à l'Université d'Oxford.
- John Wall (en), premier juge mal-voyant de la Haute Cour de justice.
- Colin Low (baron Low de Dalston), président du RNIB et membre de la Chambre des lords.
- John Foster Wilson (en), fondateur de la Royal Commonwealth Society for the Blind (en).
- David Aprahamian Liddle, organiste.
- Richard Bignell, directeur de l'Exhall Grange School (en) de 1981 à 2005.
- Edward Elgar tient plusieurs postes d'enseignant à Worcester au début de sa carrière.
- Selon la biographie écrite par Stephen Pollard, l'ancien Cabinet Minister aveugle David Blunkett, MP, échoue lors de l'évalution pour entrer dans l'école[8].